# Bryodelphax dominicanus
Bryodelphax dominicanus är en djurart som tillhör fylumet trögkrypare, och som först beskrevs av Schuster och Elizabeth C. Toftner 1982.  Bryodelphax dominicanus ingår i släktet Bryodelphax och familjen Echiniscidae. Inga underarter finns listade i Catalogue of Life.